# Gola Plješivica
Gola Plješivica jedan od vrhova hrvatske planine Plješivica, koja se proteže kroz Liku u Hrvatskoj, a jedan manji dio nalazi se na granici s Bosnom i Hercegovinom. Pruža se u smjeru sjeverozapad-jugoistok od Plitvičkih jezera do Zrmanje i dijeli Liku od Pounja. Lička Plješivica pripada dinarskom sustavu. Većina njezine površine pokrivena je gustom šumom. Najznačajniji vrhovi Ličke Plješivice nalaze se na početku i kraju planinskog lanca:
- Ozeblin, 1657 m
- Gola Plješivica, 1646 m
- Kremen, 1591 m

U 16. stoljeću za Ličku Plješivicu upotrebljavao se naziv Vražji vrt. U vrijeme turskih ratova odigrala je važnu ulogu kao prirodna prepreka a Hrvatski vojnici služili su se njenim usjecima i vrhovima za sprječavanje Osmanlijskog prodora na slobodan Hrvatski prostor.
Gola Plješivica nalazi se na sjevernom dijelu planinskog masiva Plješivica iznad gradića Korenica.